# Loures-Barousse
Loures-Barousse is een gemeente in het Franse departement Hautes-Pyrénées (regio Occitanie). De plaats maakt deel uit van het arrondissement Bagnères-de-Bigorre. Loures-Barousse telde op 1 januari 2022 653 inwoners.

## Geografie
De oppervlakte van Loures-Barousse bedroeg op 1 januari 2022 2,16 vierkante kilometer; de bevolkingsdichtheid was toen 302,3 inwoners per km².

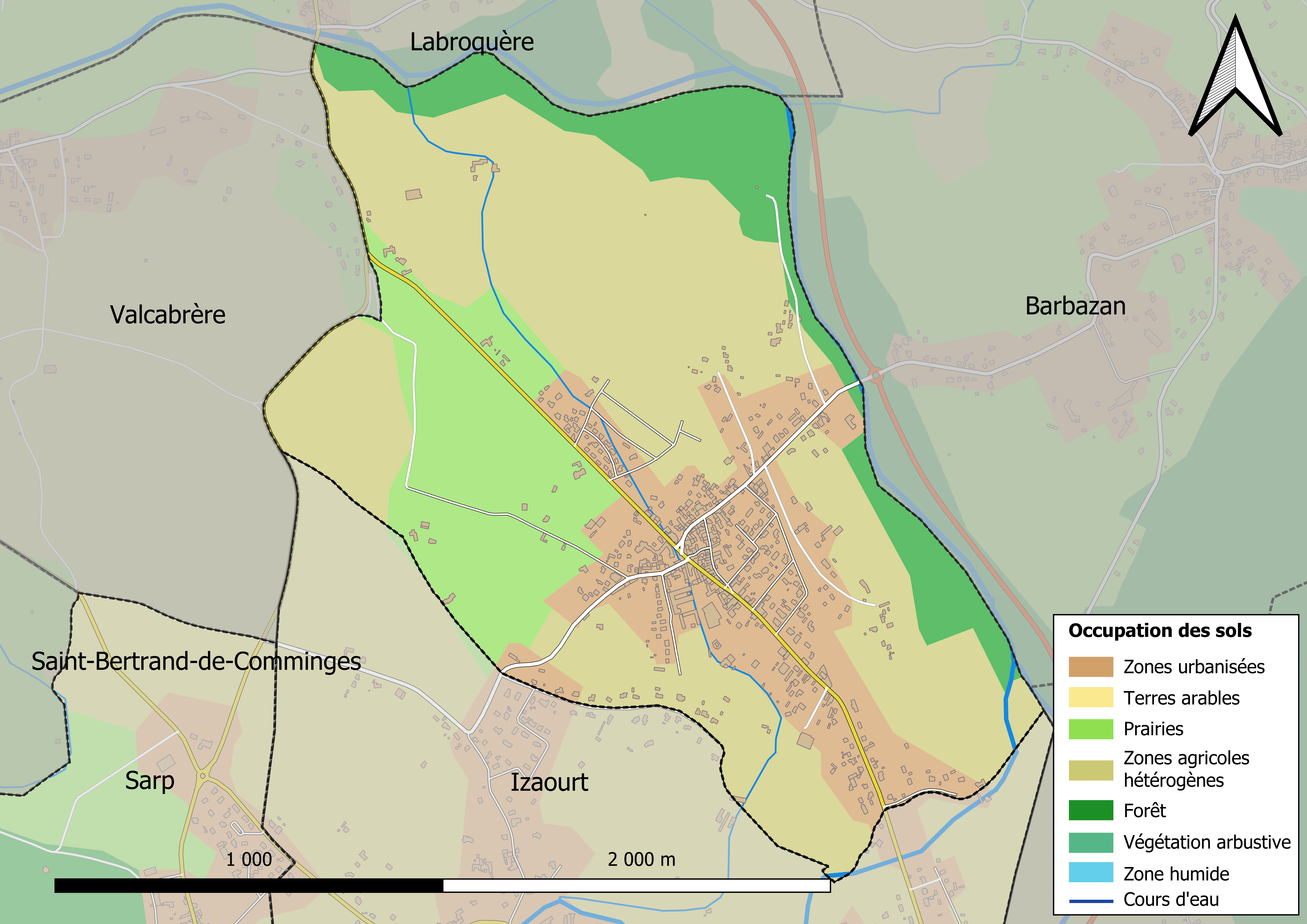
Kaart van de gemeente met belangrijkste infrastructuur, bodemgebruik en omliggende gemeenten

## Verkeer en vervoer
In de gemeente ligt spoorwegstation Loures - Barbazan.

## Demografie
Onderstaande figuur toont het verloop van het inwonertal (bron: INSEE-tellingen).